# Кубок Анголи з футболу
Кубок Анголи з футболу (порт. Taça Angolana de Futebol) — футбольне змагання, яке щорічно проводить Ангольська федерація футболу серед футбольних клубів Анголи.

## Історія турніру
В Анголі регіональні трофеї як доповнення до різних регіональних і національних чемпіонатів проводилися з 1941 року (ще за часів португальської колоніальної адміністрації).
Турнір було засновано 1982 року після проведення неофіційного кубкового змагання, яке вигравали клуб «Насьйонал де Бенгела» в 1980 році та в 1981 році — «Атлетіку Авіасан» (Луанда).  Формула розіграшу передбачає проведення матчів на виліт.

## Переможці турніру
Неофіційні
- 1980; Переможець: Насьйонал де Бенгела
- 1981; Переможець: «TAAG» (зараз Атлетіку Авіасан)

Офіційні
| Сезон | Чемпіон                          | Результат      | Фіналіст                        |
| ----- | -------------------------------- | -------------- | ------------------------------- |
| 1982  | Прімейру де Маю (Бенгела)        | 2-0            | Атлетіку Петролеуш ду Уамбо     |
| 1983  | Прімейру де Маю (Бенгела)        | 9-1            | ФК «11 Листопада»               |
| 1984  | Примейру де Агошту               | 2-0            | Дешпортіву (Бенгуела)           |
| 1985  | Ферровіаріу да Уїла              | 2-0            | Інтер (футбольний клуб, Луанда) |
| 1986  | Інтер (футбольний клуб, Луанда)  | 1-0            | Прімейру де Маю (Бенгела)       |
| 1987  | Петру Атлетіку                   | 4-1            | Ферровіаріу да Уїла             |
| 1988  | Саграда Есперанса (Дундо)        | 2-0            | Спортінг (Кабінда)              |
| 1989  | Ферровіаріу да Уїла              | 2-1            | Інтер (футбольний клуб, Луанда) |
| 1990  | Примейру де Агошту               | 1-0            | Петру Атлетіку                  |
| 1991  | Примейру де Агошту               | 2-1            | Петру Атлетіку                  |
| 1992  | Петру Атлетіку                   | 3-2            | Примейру де Агошту              |
| 1993  | Петру Атлетіку                   | 2-1            | Атлетіку Авіасан (Луанда)       |
| 1994  | Петру Атлетіку                   | 2-1            | Індепенденте ду Томбва          |
| 1995  | Атлетіку Авіасан (Луанда)        | 3-1            | Індепенденте ду Томбва          |
| 1996  | Прогрешшу ду Самбізанга (Луанда) | 1-0            | Прімейру де Маю (Бенгела)       |
| 1997  | Петру Атлетіку                   | 2-1            | Примейру де Агошту              |
| 1998  | Петру Атлетіку                   | 4-1            | Примейру де Агошту              |
| 1999  | Саграда Есперанса (Дундо)        | 1-0            | Атлетіку Авіасан (Луанда)       |
| 2000  | Петру Атлетіку                   | 1-0            | Інтер (футбольний клуб, Луанда) |
| 2001  | Атлетіку Намібе                  | 3-2            | Спортінг (Кабінда)              |
| 2002  | Петру Атлетіку                   | 3-0            | Деспортіву (Уїла)               |
| 2003  | Інтер (футбольний клуб, Луанда)  | 1-0            | Саграда Есперанса (Дундо)       |
| 2004  | Атлетіку Намібе                  | 2-0            | Примейру де Агошту              |
| 2005  | Атлетіку Авіасан (Луанда)        | 1-0            | Інтер (футбольний клуб, Луанда) |
| 2006  | Примейру де Агошту               | 1-1 (4-3 пен.) | Бенфіка (Луанда)                |
| 2007  | Прімейру де Маю (Бенгела)        | 2-1            | Бенфіка (Луанда)                |
| 2008  | Сантуш ФК де Ангола              | 1-0            | Рекреатіву ду Ліболу            |
| 2009  | Примейру де Агошту               | 2-1            | Саграда Есперанса (Дундо)       |
| 2010  | Атлетіку Авіасан (Луанда)        | 0-0 (4-3 пен.) | Інтер (футбольний клуб, Луанда) |
| 2011  | Інтер (футбольний клуб, Луанда)  | 1-1 (4-2 пен.) | Примейру де Агошту              |
| 2012  | Петру Атлетіку                   | 2-0            | Рекреатіву да Каала             |
| 2013  | Петру Атлетіку                   | 1-0            | Деспортіву (Уїла)               |
| 2014  | Бенфіка (Луанда)                 | 1-0            | Петру Атлетіку                  |
| 2015  | Бравуш ду Макуіш                 | 1-0            | Саграда Есперанса (Дундо)       |

## Перемоги по клубах
| Клуб                             | Володар Кубку | Фіналіст | Сезони                                                     |
| -------------------------------- | ------------- | -------- | ---------------------------------------------------------- |
| Петру Атлетіку                   | 10            | 3        | 1987, 1992, 1993, 1994, 1997, 1998, 2000, 2002, 2012, 2013 |
| Примейру де Агошту               | 5             | 5        | 1984, 1990, 1991, 2006, 2009                               |
| Інтер (футбольний клуб, Луанда)  | 3             | 5        | 1986, 2003, 2011                                           |
| Прімейру де Маю (Бенгела)        | 3             | 2        | 1982, 1983, 2007                                           |
| Атлетіку Авіасан (Луанда)        | 3             | 2        | 1995, 2005, 2010                                           |
| Саграда Есперанса (Дундо)        | 2             | 3        | 1988, 1999                                                 |
| Ферровіаріу да Уїла              | 2             | 1        | 1985, 1989                                                 |
| Сонангол ду Намібе               | 2             | -        | 2001, 2004                                                 |
| Бенфіка (Луанда)                 | 1             | 2        | 2014                                                       |
| Сантуш (Луанда)                  | 1             | -        | 2008                                                       |
| Прогрешшу ду Самбізанга (Луанда) | 1             | -        | 1996                                                       |
| Бравуш ду Макуіш                 | 1             | -        | 2015                                                       |
| Індепенденте ду Томбва           | -             | 2        | -----                                                      |
| Спортінг (Кабінда)               | -             | 2        | -----                                                      |
| Деспортіву (Уїла)                | -             | 2        | -----                                                      |
| Рекреатіву да Каала              | -             | 1        | -----                                                      |
| Рекреатіву ду Ліболу             | -             | 1        | -----                                                      |
| Дешпортіву (Бенгуела)            | -             | 1        | -----                                                      |
| Петру Уамбо                      | -             | 1        | -----                                                      |
| «11 Листопада»                   | -             | 1        | -----                                                      |